# Wir retten Ihren Urlaub – Einsatz für den RTL-Ferienreporter
Wir retten Ihren Urlaub – Einsatz für den RTL-Ferienreporter war eine deutsche Doku-Soap, die seit 2009 auf dem Fernsehsender RTL veröffentlicht wurde. Moderiert wurde die Sendung von Ralf Benkö.

## Konzept
Die Sendung handelt von enttäuschten Urlaubern, die Hilfe beim RTL-Ferienreporter suchen. Dieser soll sich darum kümmern den Urlaub genießbarer zu machen oder sich um Entschädigungen zu bemühen. Enttäuschungen können unter anderem überbuchte Hotels, unzureichende Wohn- und Erholungsbedingungen, mangelnde Hygiene in Hotels und Betrügereien sowie böse Machenschaften von den Veranstaltern, Hotels oder Reiseleitern sein. Der Ferienreporter versucht die Schuldigen ausfindig zu machen und nach Lösungen und Auswegen für die Situation zu suchen.

## Ausstrahlung und Produktion
Die Sendung wurde von 2009 bis 2013 produziert. Dabei sind 19 Episoden und 3 Staffeln entstanden. Das erste Mal war der Ferienreporter 2009 im Mittagsjournal Punkt 12 zu sehen. Am 20. Juni 2010 erschien die erste Folge der nun eigenständigen Sendung. Die letzte Folge erschien am 14. Juli 2013. Die Sendung wurde auf dem deutschen Fernsehsender RTL ausgestrahlt.